# Solidago kralii
Solidago kralii là một loài thực vật có hoa trong họ Cúc. Loài này được Semple mô tả khoa học đầu tiên năm 2003.